# Couvent des Bernardines de Manosque
Le couvent des Bernardines de Manosque est une ancienne abbaye de cisterciennes située dans la rue de l'Aubette, dans la vieille ville de Manosque. L'abbaye a été fermée et détruite à la Révolution. 

## Historique
En 1634 ou 1636, les cisterciennes de l'abbaye Sainte-Catherine d'Avignon, très nombreuses, se décident à former une abbaye-fille à Manosque,.
Cette abbaye est dite de Bernardines (autre nom dont sont qualifiées les cisterciennes, par analogie avec Bernard de Clairvaux, le plus éminent représentant de l'ordre cistercien). Les religieuses se consacrent en particulier à l'éducation des jeunes filles désargentées.
Le séisme de 1708 en Provence endommage gravement Manosque. Comme la plupart des habitants et toutes les communautés religieuses, les cisterciennes fuient la ville.

## Filiation et dépendances
L'abbaye de Manosque est fille de celle d'Avignon. En février 1763, les religieuses sont appelées par l'évêque de Glandèves, Gaspard de Tressemanes de Brunet, à fonder un prieuré à Entrevaux dans l'ancien diocèse de Glandèves (Alpes-Maritimes actuelles). L'insalubrité des locaux l'oblige à des travaux de rénovation qui durent jusqu'à son remplacement par Henri Hachette des Portes, en 1771. Celui-ci prête l’oreille à des calomnies visant les cisterciennes d'Entrervaux et décide de disperser la communauté.

## Abbesses de Manosque
La première abbesse est Anne de Valavoire. 